# たかね吹々己
高嶺 ふぶき（たかね ふぶき、1965年12月4日 - ）は、日本の京都市出身の元宝塚歌劇団雪組トップスター（1996年7月 - 1997年7月）で女優。

## 略歴
1981年、宝塚音楽学校に首席で合格。
1983年、69期生として宝塚歌劇団に入団。月組公演『春の踊り -南蛮花更紗-／ムーンライト・ロマンス』で初舞台。同期生に元星組トップスターの麻路さき、元月組トップスターの久世星佳、元月組組長の出雲綾、元雪組トップ娘役の神奈美帆、元星組男役スターのちあきしん、元花組男役スターの海峡ひろき、元月組男役スターの若央りさ、元花組娘役スターの美月ノアなど。
同年、美月とともに雪組に配属された。二枚目男役スターとして活躍する。1985年、『愛のカレードスコープ』で新人公演初主演。1989年、『ムッシュ・ド・巴里』を最後に新人公演を卒業。新公卒業後は杜けあき、一路真輝に続く男役3番手となる。また『ヴァレンチノ (宝塚歌劇)』のナターシャや『雪之丞変化』のお初やショーなど、女役も演じた。『華麗なるギャツビー (宝塚歌劇)』の併演のショー『ラバーズ・コンチェルト』では芝居での付けヒゲの男役から一転、女役を披露した。
1996年、一路の退団を受けトップスターに就任。相手役は花總まり。『虹のナターシャ／La Jeunesse!』でトップスターお披露目を果たした。翌1997年、『仮面のロマネスク／ゴールデン・デイズ (宝塚歌劇)』を最後に退団。美貌の青年貴族、ヴァルモンは自身の当たり役となった。
退団後は女優として舞台を中心に活動し、2015年1月21日発売の宝塚歌劇団OGによるカバーアルバム『麗人 REIJIN』にも参加。TUBEの「君となら」をカバーしている。
2018年3月、自身のブログにて芸名を「たかね吹々己」に変更したことを報告。
2020年4月1日の公式ブログで、5月に芸能界引退をすることを公表した。たかねは元々バセドウ病を患っており治療も終わっていたが、2019年春頃からまた動悸がするようになり、そしてその以前から指摘されていたしこりが大きくなったという。そのため3月に検査したところ甲状腺乳頭がんと判明し、5月末に手術を受けることになった。その手術が声帯に影響を及ぼすもので、会話は可能でも歌唱出来る声を失うことから、「自分が納得できない歌にお金を払っていただくようなパフォーマーではいたくない。『それでいい』と言われても、私が嫌」と引退を決めた理由を話している。宝塚時代の上級生の推薦があり、引退し身体が回復した後は女将として山口県周防大島町にある旅館の再建に取り組み、イベントプロデュース業も担当する予定であるという。 
引退公表後、新型コロナウイルス感染拡大の影響により多くの公演が中止に追い込まれ経済的危機となっている演劇界を支援するため、同年4月25日に立ち上がった「演劇支援プロジェクト　SAVE THE THEATRE」の呼びかけ人として名前を連ねた。 
同年9月、宝塚音楽学校が本科生による予科生への生徒間の指導が行き過ぎてハラスメントになっていたため、その指導内容を見直すことが報道された。その際、音楽学校出身者であり元トップスターとして朝日新聞の取材に応じた。撤廃となった『予科生に課せられた決まり事』がいつ頃から始まったかはたかねにも分からず、「(音楽学校時代について)理不尽なことに耐える精神力は鍛えられましたが、もう二度と戻りたくありません」と語っている。 
2021年6月4日、山口県周防大島町にゲストハウス「旅籠屋 くぬぎ亭」を開業した。前年11月に母親と兵庫県から移住、建物の周辺の草木の伐採から改装を行っており、建物の修繕や内装の大部分はたかね自身がDIYで行った。周防大島の食材を使った地産地消のランチやディナーメニューの開発も手掛けていたが、同年11月10日に退職したことを公表した。
2023年、芸能活動再開を発表、同年10月、芸名を「高嶺ふぶき」に戻し舞台復帰を果たす。

## 宝塚歌劇団時代の主な舞台
※『歌劇』1997年7月号（宝塚歌劇団）のp.80-81を参考にした。

### 雪組時代
- 『春の踊り』／『ムーンライト・ロマンス』（1983年3月-5月）＊初舞台
- 『はばたけ黄金の翼よ』新人公演：ジョバンニ（本役：北斗ひかる）（1985年1月）
- 『愛のカレードスコープ』新人公演：エスカミリオ（本役：平みち）（1985年7月）＊新公初主演
- 『大江山花伝』新人公演：坂田金時（本役：一路真輝）（1986年3月）
- 『恋のチェッカー・フラッグ』ルイス（宝塚バウホール、1986年10月-11月）
- 『サマルカンドの赤いばら』新人公演：羊飼いの王子（本役：一路真輝）（1987年4月）
- 『サマルカンドの赤いばら』羊飼いの王子、新人公演：ハッサン（本役：平みち）（東京、1987年7月）＊新公主演
- 『梨花 王城に舞う』新人公演：マルコ・ポーロ（本役：平みち）（1987年10月）＊新公主演
- 『風と共に去りぬ』新人公演：アシュレ・ウィルクス（本役：杜けあき、平みち）（1988年1月）
- 『たまゆらの記』新人公演：首皇子（本役：杜けあき）（1988年7月）
- 『たまゆらの記』（東京、1988年11月）
- 『ツーロンの薔薇』アロンゾ（宝塚バウホール、1988年12月）
- 『ムッシュ・ド・巴里』新人公演：フランソワ・ヴィヨン（本役：杜けあき）（1989年3月）＊新公主演
- 『イルミネーション・ブラック』マック（宝塚バウホール、1989年4月-5月）
- ニューヨーク公演（1989年10月）
- 『天守に花匂い立つ』竜岡甲子郎／『ブライト・ディライト・タイム』スーパーセーラー（1990年1月-2月）
- 『黄昏色のハーフムーン』銀色ウルフ（1990年6月-8月）
- 『第九回バウ・コンサート 満漢全席』（1990年7月）
- 『花のもとにて春』遮那王（牛若丸）（宝塚バウホール、1990年8月-9月）
- 『恋さわぎ』次郎丸（1991年2月-3月）
- 『ベルサイユのばら』 フェルゼン（全国ツアー、1991年4月-5月）
- 『華麗なるギャツビー』 ウルフシェイム（1991年8月-9月）
- 『この恋は雲の涯まで』 乾王陵（1992年3月-5月）
- 『ヴァレンチノ』 ナターシャ・ラムボワ（宝塚バウホール、1992年8月-9月）
- 『忠臣蔵〜花に散り雪に散り〜』 磯貝十郎左衛門（1992年10月-11月）
- 『天国と地獄』 ドガー/リュドヴィーク（二役）／『TAKE OFF』旅の少年（1993年5月-6月）
- 『ブルボンの封印』アドリアン・モーリス／『コート・ダジュール』レイモンド（1993年10月-12月）
- 『ライト&シャドウ』（シアタードラマシティ、1994年1月）
- 『風と共に去りぬ』 アシュレ・ウィルクス（1994年5月-6月）
- 『風と共に去りぬ』レット・バトラー&アシュレ・ウィルクス（役替わり）（東京、1994年8月）
- 『雪之丞変化』 お初／『サジタリウス』星人イオ（1994年11月-12月）
- 『グッバイ・メリーゴーランド』ホワイト・ペガサス（宝塚バウホール、1995年1月）
- 『JFK』 ロバート・F・ケネディ／『バロック千一夜』（1995年5月-6月）
- 『あかねさす紫の花』 中大兄皇子/天比古（役替わり）／『マ・ベル・エトワール』黒猫（シャノワール）、TOKYO BOY（1995年11月-12月）
- 『エリザベート』 フランツ・ヨーゼフ（1996年2月-3月）
- 『アリスの招待状』 ジャック（宝塚バウホール、1996年4月-5月）

### 雪組トップスター時代
- 『虹のナターシャ』三条薫／『La Jeunesse!』（1996年8月-9月）
- 『晴れた日に永遠が見える』 マーク・ブルックナー（宝塚バウホール、1996年11月）
- 『グランド・ベル・フォリー』（月組公演に特別出演、1997年）
- 『仮面のロマネスク』 ヴァルモン子爵／『ゴールデンデイズ』（1997年3月-5月）　＊サヨナラ公演

## 宝塚歌劇団退団後の主な活動

### 舞台
- ヴィクター・ヴィクトリア（ヴィクトリア（ヴィクター））（1997・1998年）
- エリザベート ガラコンサート（フランツ・ヨーゼフ）
- ヴィクター・ヴィクトリア
- きららの指輪たち
- 花のうさぎ屋（雪姫）
- ザ・近松〜恋の手本となりにけり〜（おさん）
- お気に召すまま（ロザリンド）
- 上を向いて歩こう（マリー）
- I do! I do! 結婚物語（アグネス）
- 石松恋物語（お志乃）
- ハウ・トゥー・サクシード（ローズマリー）
- あげまん（暎子）
- 夢番地一丁目〜富士見荘の秋〜（並木貴子）
- まさかのChange？！（西園寺麗）
- 幸福のお礼（奥村美佳子）
- 長崎ぶらぶら節（梅次）
- LOVE LETTERS（メリッサ）
- 佐々木小次郎（出雲の阿国）
- Thank you！Broadway！〜We Love N.Y〜
- からくりお楽（おしづ）
- My Mirage
- ビギン・ザ・ビギン（霧立登美子）
- Subjective Holies（菊水竹子）
- 大川わたり
- 港町十三番地
- 奥様の冒険
- GOOD
- 孤愁の岸
- 降りの女
- 大石内蔵助
- 夢追い迷？探偵物語
- シンデレラストーリー
- OHダディー！
- Welcome to Jubilee Ⅲ
- ジャック・ブレルは今日もパリに生きて歌っている
- 肝っ玉姐さん奮闘記
- コースター
- いろはにそらしど
- complex（劇団とっても便利）
- 眠れぬ夜の電波ハイジャック～銀座でLAZY MIDNIGHT～（水木英昭プロデュース 2008年5月）
- 人形佐七捕物帳
- 誠版スーパーレビュー
- キャバレー
- 女優～あなたには、人生を変えるチャンスがあるわ～
- 信長とボク ボクのママ（劇団とっても便利）
- 売らいでか! - 亭主売ります -
- All of Love
- 蘇州夜曲（水木英昭プロデュース【龍組】2011年7月）
- 八犬伝 - 疾風異聞録 - （劇団ルドビコ）
- EXTENSION
- FabulousRevueBoys
- ザ・ナイスガイ
- エリザベート スペシャルガラコンサート
- Legendary
- 赤毛のアン
- バクマツ
- DREAM A DREAM
- セレブレーション100！宝塚
- 売らいでか！

### テレビドラマ
- 水戸黄門（1999年・2000年、TBS）
- 牙狼-GARO-（2005年、テレビ東京） - オバさん 役
- 金色の翼（2007年、フジテレビ） - 保科絹子 役
- 土曜ワイド劇場・新聞記者・鶴巻吾郎（2008年、テレビ朝日） - 古和田麗子 役